# Monika Tokarzewska
Monika Tokarzewska (ur. 13 lutego 1975 w Łapach) – polska germanistka i polonistka specjalizująca się w historii literatury niemieckiej i polskiej oraz teorii literatury, tłumaczka z niemieckiego na polski. Profesor Uniwersytetu Mikołaja Kopernika w Toruniu (UMK).

## Życiorys
Studiowała na MISHu (Międzywydziałowe Indywidualne Studia Humanistyczne) Uniwersytetu Warszawskiego polonistykę u prof. dra hab. Stanisława Makowskiego (pod jego kierunkiem obroniła pracę magisterską pt. Ksztalt i funkcje przestrzeni w dramatach Stanislawa Ignacego Witkiewicza), a germanistykę u prof. dra hab. Karola Sauerlanda. W roku 1999 została zatrudniona jako pracownik naukowy w Katedrze Filologii Germańskiej UMK. 
Doktoryzowała się w 2006 r. pracą Die literarischen und ästhetischen Dimensionen in Georg Simmels Schaffen u prof. Karola Sauerlanda, a w 2016 r. uzyskała na macierzystym wydziale stopień doktora habilitowanego nauk filozoficznych rozprawą pt. Rettung vor Bodenlosigkeit. Neues Anfangsdenken und kosmologische Metaphern bei Locke, Leibniz, Kant, Fichte, Novalis und Jean Paul.
Od 2013 r. jest współredaktorką Roczników Historii Socjologii (wyd. przez Polskie Towarzystwo Socjologiczne, UMK). W latach 2013/2014 Alfried Krupp Junior Fellow, Wissenschaftskolleg Greifswald.
Brała udziału w wielu międzynarodowych konferencjach w Polsce, Niemczech, Austrii, Anglii, Hiszpanii, Brazylii, Włoszech i Rumunii.

## Wybrane publikacje

### Książki
- Der feste Grund des Unberechenbaren: Georg Simmel zwischen Soziologie und Literatur, 2011
- Rettung vor Bodenlosigkeit. Neues Anfangsdenken und kosmologische Metaphern bei Locke, Leibniz, Kant, Fichte, Novalis und Jean Paul, Peter Lang, Frankfurt nad Menem 2015

### Prace literaturoznawcze
- Gemeinschaft, Gesellschaft, stowarzyszenie : von einem Übersetzungsproblem zum Versuch einer vergleichenden Geschichte soziologischer Grundbegriffe w: Transfer und Vergleich nach dem Cross-Cultural-Turn: Studien zu deutsch-polnischen Kulturtransferprozessen, Lipsk 2015, s.305-320
- „Żyć dalej...” Ruth Klüger jako przykład późnej literatury „ocaleńców”, Archiwum Emigracji 2016, s. 100-115
- Julius Margolins und Gustaw Herling-Grudzińskis frühe Berichte aus dem Gulag: Suche nach einem Diskurs zwischen Zeugnis und Literatur, w: Das kulturelle Gedächtnis Europas im Wandel: Literatur über Shoa und Gulag, Frankfurt nad Menem 2016, s. 101-120
- Kafka i Chiny, w: Przegląd Humanistyczny 2016/4, s. 57-67
- Ringen mit Gott als Motiv der frühen Shoah-Lyrik, w: Erinnern für die Zukunft: Griechenland, Polen und Deutschland im Gespräch, Berlin 2016, s.157-176
- Newtonowska siła ciążenia i filozofia moralna Kanta: lektura pewnej metafory, w: Przegląd Filozoficzno-Literacki, 2017, nr 3-4, s. 523-539
- "Moralna astronomia": Novalis i metaforyka "przewrotu kopernikańskiego", w: Przegląd Filozoficzno-Literacki, 2018, nr 3, s.63-84
- Die Frage nach der Genesis, w: Soziopolis (Hamburg), 2018, s.1-5
- Frank Wedekinds Frühlings Erwachen als Wendlas gescheitertes Initiationsritual, w: "So ist er ein Weder-Noch, ein Sowohl-als-Auch…" : Beiträge zur Literatur und Kultur. Berlin 2019, s. 83-96
- Karol Irzykowski als Leser Simmels, w: Geschichte der Germanistik. Historische Zeitschrift für die Philologien, 2019 s. 75-78
- Der Streit um den Oberst Miassojedow und der Fall des Sergeanten Grischa: Józef Mackiewiczs und Arnold Zweigs literarische Spionageaffären im Ersten Weltkrieg, w: Krieg in der Literatur, Literatur im Krieg, Göttingen 2020, s.265-280
- Literary practice and immanent literary theory, w: The Routledge international handbook of Simmel studies, New York, Routledge 2021, s.213-224
- Motyw patriarchy Jakuba w poezji Nelly Sachs, w: Kartki o Nelly Sachs, Poznań 2021, s.77-94
- Ästhetische Form und ostmitteleuropäische Geschichte : die Konstruktion des dramatischen Raumes in den Stücken von Stanisław Ignacy Witkiewicz als immanente Historiosophie, w: Hier ist mein Zuhause : Gegenwartsdrama in Mitteleuropa, Wiesbaden 2021. S. 4-22
- Walter Benjamin und Peter Weiss : Geschichte, Politik und Störfälle um 1970, w: Störfall Peter Weiss, Wiesbaden 2023, s. 31-48

### Przekłady
- Georg Simmel, Filozofia życia, Cztery rozdziały metafizyczne, IFiS PAN, 2011